# Друиди
Друиди су били свештеничка класа у заједницама старих Келта, који су обитавали у већем делу западне Европе, северно од Алпа као и на Британским острвима. Свако племе Келта и Гала имало је друида, који је обављао дужности свештеника, судије, исцелитеља и учитеља.
Друиди су били политеисти, али су пуно пажње посвећивали и елеметима природе, као што су Сунце, Месец и звезде, тражећи у њима „знакове“. Такође су поштовали храст, извесне шумарке, врхове одређених брда, као и неке потоке, језера и врсте биљака - практиковали су извесне облике анимизма. Ватра је сматрана симболом неколико божанстава и била је повезана са Сунцем и прочишћењем.

## Етимологија
Реч „друид“ (енг. druid, старокелтски druwis или druwids) највероватније потиче из раних индо-европских језика, међу којима је и старословенски, где је присутна као „дрвовид“, свештеник култа дрвета, природе, a мада неки сматрају да је још и старија. Појављује се у староирском као druí, од чега настаје „чаробњак“ (draoi) у савременом ирском језику, као и „волшебник“ (druidh) и „чаробњак“ (draoidh) у шкотском гелику. Такође се сматра са постоји веза између друида и druhyus који се помињу у индијској Риг Веди.

## Историја
Данас је мало тога познато о друидској пракси. Изгледа да је била дубоко традиционална. Друидско учење се састојало из великог броја стихова који су учени напамет и тврдило се да је потребно двадесет година да се заврши обука. Постојао је врло напредан друидски центар на острву Енглеси (Anglesey, Ynys Môn), које се налази на, како су веровали, магичном језеру у Велсу. Друиди широм Европе су одлазили тамо на обуку.
Међутим, будући да је њихово учење било усмено, под навалом Римљана и христијанизацијом Келта, није преживео ни један једини стих, чак ни у преводу. Чак и легенде које су преостале нису чисто друидске, већ је у њима осетан утицај Римљана и/или хришћанства.

## Друиди у Британији и Ирској
О опстанку друида у Британији након римског освајања говори Неније, али нажалост често меша догађаје и легенде и то на такав начин да је немогуће утврдити шта је историјска чињеница, а шта не.
Он тврди да је острвски војсковођа Вортигерн позвао дванаест друида да му помажу након што га је бискуп Германус од Оксере екскомуницирао.
У ирској књижевности се друиди често спомињу, а њихова функција на Британским острвима одговара оној коју су имали у Галији, мада су чак и у раним периодима барди узурпирали неке од многобројних друидских дужности. Често се приказују као саветници краљева.
Према једној легенди Бек мак Де (Bec mac Dé - „мали син бога"), највећи пророк међу друидима, је предвидео смрт Дармада мак Кербала (Diarmaid mac Cearbhaill), последњег паганског Високог краља Ирске, много прецизније него три хришћанска свеца.
У Улстерском циклусу, Катбанда, главног друида на двору улстерског краља Конкобара, прати увек стотину младих који желе да уче од њега. Био је присутан на рођењу трагичне хероине Деирдре, и прорекао јој судбину.
Друиде је консултовала и Меб, краљица Конахта, пре него што је пошла у напад на Улстер.

## Стоунхенџ
Многи људи верују да су друиди конструисали Стоунхенџ, камени комплекс на југу централне Енглеске. Међутим, његова градња је започета око 3500. године п. н. е, а довршен око 1500. п. н. е., готово миленијум пре насељавања Келта. Ова веза је први пут успостављена у 16. веку, због немоћи да се објасни порекло Стоунхенџа.
Ово, ипак, не искључује могућност да су га друиди користили за своје ритуале, третирајући га као центар моћи.

## Друидски монотеизам?
Постоје извори који сматрају да су друиди у основи били монотеисти, следећи неки пре-хришћански систем веровања.
Ову тему треба добро размотрити пре одбацивања, јер, иако су имали свој пантеон који су поштовали − Туата Де Данан (Људи богиње Дану), могуће је да су их доживљавали на исти начин на који данашње монотеистичке религије доживљавају светитеље. Јер, иако су Туата Де Данан имали моћи неупоредиве са људским, ипак су их, поред тога што су их називали боговима, звали и Људима богиње Дану.